# Kościół Zesłania Ducha Świętego w Simoradzu
Kościół Zesłania Ducha Świętego w Simoradzu – kościół ewangelicko-augsburski w Simoradzu, w województwie śląskim w Polsce. Należy do parafii ewangelicko-augsburskiej w Skoczowie.

## Historia
W okresie Reformacji, około 1545 roku ludność Simoradza przyjęła w większości luteranizm. Ewangelickim stał się miejscowy kościół, który w 1611 został wyremontowany. 18 kwietnia 1654 świątynia została odebrana parafii ewangelickiej przez Komisję Religijną w wyniku działań kontrreformacji, która rozpoczęła okres ucisku mieszkańców wyznania protestanckiego.
Po wybudowaniu Kościoła Jezusowego w Cieszynie miejscowi wierni nadal byli zobowiązani do płacenia duchownym rzymskokatolickim za wydanie zgody na chrzest lub ślub luterański, prowadzili oni również nadal całą ewidencję chrztów, ślubów i pogrzebów. Kartoteki protestanckie nie były uznawane przez władze państwowe.
Na skutek ogłoszenia Patentu tolerancyjnego doszło do powstania nowych parafii w mniejszej odległości od wsi. W 1808 Simoradz został przyłączony do parafii w Drogomyślu. Pochówki wiernych z Simoradza odbywały się jednak na miejscowym cmentarzu katolickim. 
9 lutego 1858 miała miejsce uroczystość poświęcenia cmentarza ewangelickiego na terenie miejscowości, powiększanego w kolejnych latach. Powstała na nim również marownia, jednak z powodu jej niewielkich rozmiarów nabożeństwa pogrzebowe miały miejsce nad grobami. Po budowie kościoła w Skoczowie tamtejsza parafia objęła opieką duszpasterską simoradzkich wiernych. W 1890 miejscowość zamieszkiwały 372 osoby wyznania ewangelickiego, co stanowiło 68% ogółu mieszkańców.
W 1906 został założony fundusz w celu gromadzenia środków na budowę kaplicy cmentarnej. Podczas zebrania zorganizowanego 31 maja 1923 został powołany Komitet Budowlany Kaplicy. Latem tego samego roku doszło do kolejnego powiększenia nekropolii w celu pozyskania miejsca pod budowę kaplicy.
Projekt świątyni oraz plany zostały przygotowane przez Teleckiego z Cieszyna. Rozpoczęto również zbiórkę środków, która miała miejsce od 6 września 1924 do 26 kwietnia 1927 i była prowadzona przez tzw. zbieraczy, którzy odwiedzili ewangelickie domy w 63 miejscowościach. Zbiórki pieniędzy prowadzone były również w samym Simoradzu, 21% kosztów zostało pokryte przez przewodniczącego komitetu budowlanego, Karola Uhliga. Fundusze napłynęły również z dotacji Ewangelickiego Kościoła Unijnego na polskim Górnym Śląsku, Bratniej Pomocy im. Gustawa Adolfa, a także ofiar zebranych podczas nabożeństw i wesel.
Podczas święta Wniebowstąpienia Pańskiego w dniu 13 maja 1926 miało miejsce poświęcenie kamienia węgielnego pod budowę kaplicy.
Pierwsze nabożeństwo po ukończeniu prac miało miejsce 17 maja 1928 i połączone było z poświęceniem obiektu przez ks. Pawła Nikodema, proboszcza parafii w Ustroniu. Na uroczystości obecny był również ks. proboszcz Józef Gabryś z parafii w Skoczowie. Budowla miała 115 m² powierzchni i wymiary 15 x 8,5 m. Posiadała 126 miejsc siedzących, z czego 86 w głównej nawie, a 40 na emporze organowej.
W kaplicy miały miejsce nabożeństwa pogrzebowe. Poza pogrzebowymi, prowadzone było jedynie nabożeństwo w uroczystość Pamiątki Założenia kaplicy, obchodzonej w drugim dniu święta Zesłania Ducha Świętego. W budynku miały miejsce również posiedzenia zarządu gminy cmentarnej oraz prezbiterstwa, a także spotkania koła Związku Polskiej Młodzieży Ewangelickiej, które organizowało również prelekcje wygłaszane przez odwiedzających je gości.
Zaraz po zakończeniu II wojny światowej do kaplicy został doprowadzony prąd. W końcu lat 40. rozpoczęto prowadzenie zajęć szkółki niedzielnej.
W latach 50. XX wieku dokonano prac odwadniających teren wokół kaplicy. Od 1951 uroczystość Pamiątki Założenia została przeniesiona na niedzielę Zesłania Ducha Świętego.
W 1955 rozpoczęto organizowanie regularnych Godzin Biblijnych. Miały one miejsce raz lub dwa razy w miesiącu.
W latach 60. XX wieku drewniane ogrodzenie zostało zastąpione płotem z plecionej siatki, wymiana była jednak rozłożona na okres kilku lat z powodów finansowych. Od 1961 w kaplicy odbywały się lekcje religii dla miejscowych dzieci. Z powodu braku ogrzewania budynku, w okresie zimowym miały one miejsce w domach prywatnych. Dopiero w 1984 zamontowane zostało ogrzewanie gazowe jako dar wiernych niemieckich.
W 1962 z jednego z nieczynnych kościołów na Mazurach sprowadzone zostały własne naczynia komunijne dla kaplicy, we wcześniejszym okresie były one przywożone ze Skoczowa przez księży.
Pomimo przyjęcia w 1965 Zasadniczego Prawa Wewnętrznego Kościoła Ewangelicko-Augsburskiego w Polskiej Rzeczypospolitej Ludowej znoszącego filiały i wprowadzającego w ich miejsce stacje kaznodziejskie, w Simoradzu nie wybierano dozoru stacji kaznodziejskiej, a zarząd gminy cmentarnej. Posiadała ona skarbnika i komisję rewizyjną, co nie było zawarte w ustawie kościelnej. Następowało powiększanie się częstotliwości sprawowania nabożeństw w kaplicy, w latach 60. odbywały się one średnio raz w miesiącu. Nabożeństwa komunijne miały miejsce dwa razy w roku, raz w czasie pasyjnym i raz w adwencie.
W latach 1976–1979 w pobliżu świątyni powstał budynek mieszczący salkę do nauki religii, prowadzenia szkółki niedzielnej oraz innych spotkań, a także pomieszczenia gospodarcze.
Na początku lat 80. XX wieku liczba nabożeństw wzrosła do dwóch w miesiącu.
Do remontu kaplicy doszło w latach 1983–1984, kiedy to położony został tynk zawierający wielobarwne kruszywo, wymienione zostały rynny i dach, pomalowano budowlę wewnątrz i z zewnątrz. W nabożeństwie z okazji Pamiątki Założenia po zakończeniu remontu udział wziął ks. biskup Janusz Narzyński.
W 1995 r. kaplica została przemianowana na kościół Zesłania Ducha Świętego. Częstotliwość sprawowania nabożeństw w latach 90. XX wieku wynosiła trzy w miesiącu, a od 2000 zaczęto je prowadzić w każdą niedzielę i święta. W adwencie i czasie pasyjnym wprowadzone zostały ponadto nabożeństwa tygodniowe.
W 2009 kościół został wyposażony w chrzcielnicę wykonaną przez Andrzeja Klimowskiego z Łączki. W 2010 oddano do użytku parking, co poprzedzone zostało przesunięciem płotu oraz nagrobka Pawła Cywki. W 2016 wymienione zostały okna kościoła, a końcem 2017 zakupiono nowe pianino elektryczne.
W 2017 Simoradz zamieszkiwało około 420 ewangelików, co stanowiło około 41% całej ludności miejscowości.